# 3-й пехотный полк (Австро-Венгрия)
3-й Моравский пехотный полк (нем. Mährisches Infanterie-Regiment Nr. 3) — чешский (моравский) пехотный полк Единой армии Австро-Венгрии.

## История
Образован в 1715 году как 3-й пехотный полк. Ранее носил имя Карла Лотарингского, а с 1780 года носил имя своего шефа, эрцгерцога австрийского Карла Тешенского. Штаб-квартира — Чески-Тешин, место вербовки солдат — Кромержиж. Участвовал в Семилетней войне, в Наполеоновских войнах и Австро-итало-прусской войне. С 1805 по 1869 годы — 3-й Моравский пехотный полк Австрийской империи. Состоял из 4 батальонов. В 1909 году 1-й батальон базировался в Оломоуце, 2-й и 3-й — в Тешине, 4-й — в Кромержиже (в 1914 году 1-й батальон переведён в Добой). Национальный состав полка по состоянию на 1914 год: 83% — чехи, 10% — венгры, 7% — прочие национальности.
В 1914 году полк отправился на Итальянский фронт Первой мировой войны, где участвовал в нескольких битвах при Изонцо. Его батальоны были распределены по нескольким подразделениям:
- 1-й батальон — 12-я горная бригада, 48-я пехотная дивизия, 15-й корпус[пол.];
- 2-й и 3-й батальоны — 23-я пехотная бригада, 12-я пехотная дивизия[пол.], 6-я армия[пол.];
- 4-й батальон — 8-я пехотная бригада, 4-я пехотная дивизия[пол.], 2-й корпус[пол.] 4-я армия[пол.].

В ходе так называемых реформ Конрада с июня 1918 года число батальонов было сокращено до трёх, и 4-й батальон был расформирован.

## Командиры
- 1794—1797: полковник Кристоф фон Латтерманн
- 1857—1859: полковник Франц фон Йон
- 1859 — после 1865: полковник Эдуард Шпильбергер фон Шпильвалль[9][10]
- 1879 — : полковник Уго фон Энрикес[11]
- 1900—1904: полковник Карл Рудзинский фон Рудно
- 1905—1908: полковник Йоханн Айслер, риттер фон Айзенхорт[12]
- 1909—1912: полковник Йозеф Шён
- 1913—1914: полковник барон Хайнрих фон Теста[1]